# 抽象代数学
抽象代数学（ちゅうしょうだいすうがく、英: abstract algebra）とは、群、環、体、加群、ベクトル空間や線型環のように公理的に定義される代数的構造に関する数学の研究の総称である。

## 概要
二十世紀初頭の揺籃期には現代代数ともよばれ、数学における厳密さへの指向のもととなった。はじめは数学全体と自然科学の多くが依存している古典的な代数の論理的前提が記号論理学による公理の形で書き下され、それをもとに群論や環論などの理論が純粋数学として具現化するという形で理論が発展した。現在では抽象代数学という言葉はそういった諸分野の総体を、実数、複素数や未知数からなる代数的な数式や方程式の変形のやり方をあつかう初等代数学（高校までの代数）から区別するために用いられている。この初等代数学は可換環論への導入的な部分とみなすこともできる。
一つの二項内算法からなる代数的構造の最も簡単なものはマグマであり、それに付加的な条件を課すことで準群、モノイド、半群などの、そして最も重要な数学的構造に数えられる群の概念がえられる。
より複雑な例として、
- 二つの内算法を考える環や体
- 外算法を考える加群やベクトル空間
- さらにこれらの構造をあわせた、体上の線型環
- 結合的代数とリー環
- より記号論理学的な束やブール代数

などがあげられる。これらの対象は、準同型（それぞれの構造を保つ写像）とあわせて圏をなし、圏論によって異なった種類の代数的構造の比較や翻訳の枠組みが与えられる。
代数学の系統的な研究によって、異なった見かけの概念に対し共通の論理的説明が与えられるようになった。例えば、一方では正方行列の和や積を考えることができ、もう一方ではベクトル空間の上の線型写像の和や写像の合成が考えられる。これらはともに線型環をなしているが、行列を列ベクトルの空間上の線型写像と見なしたり、ベクトル空間の基底を選んで線形写像を行列表示したりすることでこの二つの概念が実際に等価なものであることもわかる。
数学的対象の具体的な定義から離れてその構造のみに着目する考え方はエヴァリスト・ガロアにさかのぼることができる。エミー・ネーターやファン・デル・ヴェルデンによる加群の研究と、それを引き継いだブルバキの「数学原論」によって集合論的な抽象代数学の今日的な定式化が達成された。一方で圏論的な研究も進められ、分類トポスの理解などが得られた。
歴史的には、様々な代数的構造はいきなり抽象代数学において定義されたというより、数学の他の分野で現れ、その抽象代数的な構造が公理的に抽出されている。このため抽象代数学はそれ以外の数学の分野との間に数々の結びつきがある。例えばソフス・リーによって19世紀の終わり頃にやっと取り出された代数構造であるリー環などの抽象代数学の結果は、現代の様々な数学や数理物理学において積極的に利用されている。代数的整数論や代数的位相幾何学、代数幾何学などは代数の手法をほかの領域に適用している数学の分野である。他方、乱暴な言い方をすれば、数学における表現論は「抽象代数」から「抽象」を取り払うため、与えられた構造の具体的な現れを研究しているということができる。
「抽象代数」という言葉は代数系の一般論である普遍代数学で使われることもあるが、たいていの著者は単に「代数」と言ってすませている。普遍代数学においては様々な代数的構造の定義と性質が統一的に取り扱われる。